# Eden Lost
Eden Lost (Paraíso Perdido en castellano) es una banda española de hard rock y glam metal, formada en Madrid en 1999 por los guitarristas Jesús Laso y Javier Nieto.
El grupo lleva una larga trayectoria musical, combinando el hard rock con tintes AOR de sus inicios, con un rock más moderno y contundente en la actualidad. Sus letras, escritas en inglés, han encontrado un buen acomodo entre un público global que ha fomentado la distribución de sus discos por Japón, Estados Unidos y diversos países europeos.

## Primeros años
Orientados inicialmente a otros estilos musicales, el combo pronto centró sus miras en el hard rock, género con el que comenzó a cosechar cierto éxito, alzándose, entre otras cosas, con la primera posición del "1º Concurso de Versiones" que organizaba la sala madrileña de conciertos Ritmo & Compás, a la par que iban ganando experiencia sobre las tablas, recorriendo la escena local de su ciudad natal. Estos incipientes años de trabajo se vieron pronto plasmados, en el año 2002, en una maqueta que incluía cuatro temas, y que servirían de prólogo a su primer disco oficial: Road of Desire.

## La época de "Road of Desire"
En el año 2005, la formación compuesta por Ignacio Prieto (Atlas, Niagara, Reina de Corazones) a la voz, Jesús Laso y Javier Nieto a las guitarras, Javier Gallego a los teclados, Enrique Moreno (Recover) en el bajo y Carlos Luján a la batería, logran publicar el primer trabajo de la banda, auspiciado por el prestigioso sello discográfico alemán "AOR Heaven”
. Road of Desire se venderá en diversos países, con especial profusión en Alemania y Japón, donde cosecharán notables críticas de la prensa especializada.
Todo ello posibilitará al combo a insertar diversos temas del este LP en algunos importantes recopilatorios musicales, como fueron el caso de la canción "Burn", incluida en el CD “Hear It! Nº 20” que acompañaba al nº 29 de la revista alemana “Rock It!” y al sencillo “No Way Out”, que fue incorporado en el álbum que acompañaba al nº 53 de la revista española Rock Hard. De igual modo, el tema “Road Of Desire” fue catalogado en el recopilatorio “Espíritus Rebeldes (1990-2005): El Heavy Metal en España”, que selecciona títulos de algunas de las mejores bandas del panorama nacional español.
En directo, “Eden Lost” irá cosechando igualmente importantes hitos, presentando Road of Desire en una intensa gira a escala nacional, y compartiendo escenario con bandas y solistas internacionales como los noruegos TNT (siendo además sus teloneros oficiales en su gira por el territorio español), Bob Catley (Magnum, Avantasia, Hard Rain), Mitch Malloy (Mitch Malloy, Van Halen), Michael Bormann (Bonfire, J.R. Blackmore Group, Jaded Heart), los americanos Tyketto, etc; así como con bandas españolas de hard rock como Airless, Nexx, 91 Suite, Tony Hernando (Saratoga),  o Jorge Salán (Jeff Scott Soto, Mägo de Oz), entre otras.

## La etapa de “Breaking the Silence”
En septiembre de 2011, con una formación renovada que venía girando en directo con el grupo desde hacía ya algunos años, y que incluía a Santi Hernández (Mr. Rock, Posesión, Dr. Jeckyll) al bajo y Jorge de la Cuerda a la batería, la banda lanza el tema "Ready to Rock", como adelanto del que será su próximo álbum, siendo incluido en el recopilatorio "AOR for Japan" (Lume Producciones), cuyos beneficios íntegros fueron destinados a paliar económicamente parte de los daños producidos por la catástrofe de un fortísimo  terremoto acaecido en territorio nipón a lo largo de aquel mismo año.
Algunos meses más tarde, el 29 de febrero de 2012 sale por fin al mercado Breaking the Silence, el segundo larga duración del grupo, de la mano de Vaso Music, coincidiendo con el décimo aniversario de su primera maqueta, y siendo distribuido una vez más por numerosos países, a la vez que se recibían cuantiosas críticas desde lugares como Japón, Bélgica, España, Alemania o EE. UU..
El disco, que incluyó doce temas, fue producido por Jesús Laso y Javier Nieto, y mezclado y masterizado por el ingeniero de sonido José del Pozo (Jeff Scott Soto, Foo Fighters, Blink 182). Asimismo, contó con las colaboraciones del guitarrista Jorge Salán en el solo de “Starting again” (quien ya contribuyese además en otro título de "Road of Desire") y Jaime de la Aldea (Patricia Tapia Khy) en los solos de “Sun Keeps Shining”.
Poco tiempo después, para la presentación del disco en Madrid, la banda y el guitarrista Javier Nieto se separan, siendo ocupado su lugar por el propio Ignacio Prieto, que compaginará desde entonces el papel de vocalista con su nueva tarea a las seis cuerdas. Algunos meses más tarde, Javier Gallego abandonaba también la formación, siendo reemplazado por el tecladista Luis F. Blanca (Mr. Rock).

## Discografía
| Título               | Discográfica | Año  |
| Road of Desire       | AOR Heaven   | 2005 |
| Breaking the Silence | Vaso Music   | 2012 |

| Título                 | Discográfica      | Año  |
| Rock Hard Vol. 53      | Rock Hard         | 2005 |
| Espíritus Rebeldes     | Iberautor         | 2005 |
| Heart It! Vol. 20      | Hear It!          | 2005 |
| AOR for Japan          | Lume Producciones | 2011 |
| Hijos del Metal Vol. 7 | Hijos del Metal   | 2012 |